# Nelson Dalzell
George Nelson Dalzell (* 26. April 1921 in Rotherham, Hurunui District, Neuseeland; † 30. April 1989 in Christchurch, Neuseeland) war ein neuseeländischer Rugby-Union-Spieler auf der Position des Zweite-Reihe-Stürmers.

## Rugby
Dalzell ging in der Kleinstadt Culverden im Hurunui-Distrikt zur Schule. Dort trat er auch dem Rugbyverein Culverden RFC bei. Aufgrund des Zweiten Weltkrieges und wegen zwei schwerer Verletzungen, die er sich während dieser Zeit beim Militärdienst im Pazifik zuzog, spielte er erst 1948 mit 27 Jahren das erste Mal für die Auswahlmannschaft seines Provinzverbandes Canterbury RFU. Er debütierte in einem erfolglosen Herausforderungsspiel um den Ranfurly Shield gegen die Otago RFU, den Shield-Inhaber. Mit Canterbury trat er des Weiteren 1949 gegen die in Neuseeland tourende australische Nationalmannschaft (Wallabies) und 1950 gegen die in Neuseeland tourenden British and Irish Lions an. 1950 konnte er außerdem mit seiner Provinz den Ranfurly Shield gewinnen, als diese, anders als zwei Jahre zuvor, gegen Otago gewann. Der Shield wurde von Canterbury jedoch kein einziges Mal verteidigt, da es gleich im ersten Herausforderungsspiel gegen die South Canterbury RFU verlor.
Von 1950 bis 1952 lief er auch für die Auswahlmannschaft der Südinsel auf. 1953 gelang es ihm mit Canterbury erneut den Ranfurly Shield zu gewinnen, nachdem sie die Wellington RFU mit 27:3 besiegten. Unmittelbar danach wurde er in den Kader der neuseeländischen Nationalmannschaft (All Blacks) für deren Europatour berufen. Auf dieser Tour spielte er in allen fünf Länderspielen gegen Wales, Irland, England, Schottland und Frankreich. Die All Blacks konnten davon drei Spiele gewinnen. Vor allem beim 5:0 über England spielte Dalzell eine entscheidende Rolle, da er mit einem Sololauf den einzigen Versuch der knappen Partie erzielen konnte. Es sollte sein einziger in einem Länderspiel bleiben. Die zwei Niederlagen kassierten die Neuseeländer im ersten Spiel, was gleichzeitig Dalzells Länderspieldebüt war, gegen die Waliser sowie im letzten Spiel gegen die Franzosen. Zurück in Neuseeland trat er 1954 vom Rugbysport zurück.

## Familie
In seiner Familie gibt es eine ungewöhnliche Zahl von erstklassigen Rugbyspielern. So war seine Frau die Schwester von Allan Elsom, der zur gleichen Zeit wie Dalzell für Canterbury und die All Blacks auflief. Sein Sohn Anthony spielte Anfang der 1980er Jahre als Dritte-Reihe-Stürmer ebenfalls für Canterbury und sein Schwiegersohn Graeme Higginson war ein neuseeländischer Nationalspieler in den 1980er Jahren. Ein anderer Schwiegersohn, Braeden Whitelock, spielte für die Manawatu RU sowie 1979 für die Junior All Blacks. Dalzell ist außerdem der Großvater der Brüder Adam Whitelock, George Whitelock, Luke Whitelock und Sam Whitelock, die zurzeit alle für Canterbury spielen.